# Die Schwarzwaldklinik
Die Schwarzwaldklinik ist eine deutsche Fernsehserie des ZDF, die zwischen 1984 und 1988 produziert und von 1985 bis 1989 erstmals ausgestrahlt wurde.

## Handlung
Dreh- und Angelpunkt der Schwarzwaldklinik ist die Geschichte um Professor Klaus Brinkmann und seine familiären Spannungen mit seinem Sohn Dr. Udo Brinkmann, der ebenfalls als Arzt an der Klinik tätig ist, zu der sein Vater als Chefarzt zurückkehrt. Hinzu kommen die Liebesgeschichte zwischen dem Professor und der Krankenschwester Christa Mehnert sowie die teilweise tragischen Beziehungen zwischen Udo und seinen Partnerinnen. In diese horizontale Erzählweise sind auch Nebenfiguren wie andere Mitarbeiter der Schwarzwaldklinik und Personen aus dem privaten Umfeld der Familie Brinkmann eingebunden.
Staffel 1 eröffnet mit der Rückkehr von Klaus Brinkmann als Chefarzt in seinen Heimatort. Im weiteren Verlauf steht die Entwicklung der Beziehung zwischen ihm und der Krankenschwester und späteren Ärztin Christa Mehnert im Mittelpunkt. Nach der Hochzeit endet die Staffel mit der Geburt des gemeinsamen Sohnes Benjamin. Gleichzeitig erleidet Klaus Brinkmann einen schweren Herzinfarkt. Sein Sohn Udo entwickelt sich indes vom gewissenlosen Frauenheld zum treu sorgenden Familienvater. Seine Ehe mit Anästhesistin Dr. Katarina Gessner scheitert letztlich, die enge Bindung zu seiner Stieftochter Angie bleibt davon aber unberührt. Mit Claudia Schubert, dem Kindermädchen von Angie, scheint er danach sein persönliches Glück gefunden zu haben.
Staffel 2 startet neun Monate später mit Brinkmanns Genesung. Der zur Untätigkeit verdammte Rekonvaleszent bleibt über einen längeren Zeitraum krankgeschrieben. Seine Ungeduld belastet zunehmend das Verhältnis zu Christa. Während der Nachuntersuchung in den Vereinigten Staaten beginnt Klaus Brinkmann eine Affäre mit der Gutsbesitzerin Maria Rotenburg. Die sich daraus ergebenden Verwicklungen münden in eine ernste Ehekrise, zumal er auch seiner Frau irrtümlicherweise Untreue vorwirft. Darüber hinaus stößt Christa als Chirurgin nach Misserfolgen wiederholt an ihre psychischen Grenzen und wird sich darüber bewusst, dass ihre eigentliche berufliche Bestimmung im Bereich der Grundlagenforschung liegt. Derweil muss Udo Brinkmann einen weiteren Schicksalsschlag verkraften, als Claudia Schubert an Leukämie stirbt. Demoralisiert sucht er Abstand beim Deutschen Roten Kreuz in Zentralafrika, wo er zwischen die Fronten eines Bürgerkrieges gerät und beinahe ums Leben kommt. Nach der Heimreise wird aus der Freundschaft zur Krankenschwester Elke eine Liebesbeziehung.
Staffel 3 beginnt mit dem Wechsel von Christa Brinkmann an ein Konstanzer Forschungsinstitut. Unter ihrer häufigen Abwesenheit leidet insbesondere Benjamin. Nachdem sein psychosomatisches Krankheitsbild erkannt worden ist, gibt Christa ihre Arbeit auf und entscheidet sich für die Familie. Später stellt sie ihre Fähigkeiten bei einer Forschungsreihe in einem Pharmabetrieb noch einmal unter Beweis. Gegen Ende der Staffel spendet Klaus Brinkmann eine Niere für seinen schwerkranken Neffen. Unterdessen wechselt Udo Brinkmann an ein Hamburger Unfallkrankenhaus, nachdem er sich vergeblich um die vakante Oberarztstelle in der Schwarzwaldklinik beworben hat. Die hohe Arbeitsbelastung sorgt für private Spannungen mit Elke. Als Udo während des Dienstes lebensgefährlich verletzt wird, kehrt er nach überstandener Operation in den Schwarzwald zurück und wird Oberarzt in der Klinik Rodenweiler. Die Staffel und Serie schließt mit der Hochzeit von Udo und Elke.
Im Allgemeinen beinhalten die einzelnen Episoden zusätzlich in sich abgeschlossene Handlungen. Diese vertikale Dramaturgie erzählt zumeist die Geschichte eines oder mehrerer Patienten in der Schwarzwaldklinik oder eine besondere Begebenheit an einem der Schauplätze. Einige Episoden verweisen auch auf frühere Ereignisse und weichen damit das Konzept der Abgeschlossenheit zugunsten der Kontinuität auf.
Die Episodenthemen fokussieren sich zuweilen auf gesellschaftlich relevante Bereiche wie Sterbehilfe (Folge 5: Sterbehilfe), Apparatemedizin (Folge 18: Der Wert des Lebens), Alkoholkrankheit (Folge 22: Prost, Herr Professor!), Umweltschutz (Folge 24: Ein Kind, ein Kind, ein Kind), Whistleblowing (Folge 29: Das Geständnis), Medikamentenmissbrauch (Folge 35: Die Heimkehr), Demenz (Folge 45: Der alte Herr), Depression und Suizid (Folge 60: Eine starke Frau) sowie Organspende (Folge 71: Nierenspende), aber auch Straftatbestände wie Raub und Entführung (Folge 6: Die Entführung), Kindesaussetzung (Folge 20: Das Findelkind), Vergewaltigung und Selbstjustiz (Folge 21: Gewalt im Spiel), häusliche Gewalt und Kindesmisshandlung (Folge 23: Steinschlag), sexuelle Belästigung (Folge 64: Der zudringliche Patient) sowie Mord (Folge 66: Herzstillstand).

## Figuren

### Familie Brinkmann
Professor Dr. Klaus Brinkmann ist Chefarzt der Schwarzwaldklinik, hat Verständnis für Menschen und als Chirurg ein ruhiges Händchen. Er ist Anlaufstelle für die Sorgen und Probleme seiner Patienten. Er bewohnt ein Landhaus am Schluchsee und heiratet die Krankenschwester Christa. Während einer Operation ereilt ihn plötzlich ein Herzinfarkt. Indessen erwartet Christa ein Kind. Nach einer längeren Ruhepause reist er nach Amerika, um sich von einem Kollegen gründlich untersuchen zu lassen. Dort hat er eine kurze Affäre mit der deutschen Gutsbesitzerin Maria Rotenburg, die seine Ehe erheblich belastet.
Christa Brinkmann, geb. Mehnert (später Dr.), arbeitet am Anfang der Serie als Krankenschwester in der Schwarzwaldklinik, wo sie von Klaus’ Sohn Udo vergeblich umworben wird. Als sie Klaus kennenlernt, führt sie ihr Medizinstudium fort. Die beiden heiraten. Mit Sohn Benjamin macht sie Klaus noch einmal zum Vater. Christa wird ebenfalls Chirurgin an der Schwarzwaldklinik, verkraftet aber den Tod von Patienten nicht und wechselt daraufhin ans Biologisch-Medizinische Institut in Konstanz, wo sie mit Prof. Alexander Vollmers zusammenarbeitet. Dies führt bei Klaus immer wieder zu Eifersucht und Misstrauen. Da Benjamin durch die häufige Abwesenheit seiner Mutter psychosomatische Krankheitssymptome entwickelt, kündigt Christa schließlich in Konstanz und arbeitet gegen Ende der Serie noch einmal kurz beim Pharmahersteller Ilvo. Im Special Die nächste Generation ist sie Chefärztin der Kinderklinik in Heidelberg.
Dr. Udo Brinkmann (später Prof.), Klaus’ Sohn, ist wie sein Vater Chirurg. Wegen seines hitzigen Temperaments geraten die beiden oft aneinander. Zu Beginn der Serie ist er ein Frauenheld. Nach seiner Sturm- und Drangphase heiratet er die Anästhesistin Dr. Katarina Gessner, deren Tochter Angie ihm besonders ans Herz wächst. Die Ehe mit Katarina geht in die Brüche, und Udo kommt mit Angies Kindermädchen, Claudia Schubert, zusammen. Nach ihrem Tod durch Leukämie geht Udo mit Dr. Vollmers nach Afrika, wo sie zwischen die Fronten eines Bürgerkriegs geraten und einige Zeit in Gefangenschaft verbringen. Wieder daheim im Schwarzwald, kommt Udo schließlich mit Schwester Elke zusammen. Er will sie heiraten, muss jedoch erst einmal von Katarina geschieden werden. Dazu kommt es nicht mehr, da Katarina plötzlich stirbt. Udo und Elke gehen im Verlauf der Serie noch kurzzeitig nach Hamburg, wo es zu Konflikten zwischen den beiden kommt, da Udos Job in einer Unfallklinik härter ist als der von Elke in einer Privatklinik. Außerdem gerät Udo in Hamburg in Lebensgefahr, als er angeschossen wird. Er überlebt nur dank einer sofortigen Notoperation. Nach seiner Genesung kehren Udo und Elke doch wieder in den Schwarzwald zurück – Udo übernimmt eine Oberarztstelle an der Klinik Rodenweiler – und heiraten am Ende der Serie. Im Special Die nächste Generation arbeitet Udo zwei Tage in der Woche als gut bezahlter Schönheitschirurg in München und behandelt in der übrigen Zeit kostenlos Kinder aus Kriegsgebieten. Im Special Neue Zeiten ist er Professor geworden und wird vom neuen Inhaber der Schwarzwaldklinik, Kurt Seeberg, zum Chefarzt der Schwarzwaldklinik gemacht.

### Ärzte der Schwarzwaldklinik
Dr. Horst Römer, Internist und Neurologe an der Schwarzwaldklinik, ist Junggeselle und Klaus’ engster Mitarbeiter. Er erlebt eine unglückliche Liebesbeziehung mit der Theaterschauspielerin Constanze Zöllner. Der zuverlässige Chirurg und Oberarzt Dr. Gerhard Schäfer erkrankt an Rheuma und wechselt in Folge 11 der zweiten Staffel als Dozent an die Medizinische Hochschule Hannover. Der passionierte Spieler und Frauenheld Dr. Werner Schübel ist Chirurg und als Oberarzt Nachfolger von Dr. Schäfer. Als er wieder einmal pleite ist, steht ihm Klaus trotz Bedenken bei. Er verliebt sich in Christas Freundin Anna Marschner und verlässt für sie seine Frau. Der als Nachfolger von Dr. Schübel verpflichtete Chirurg und Oberarzt Dr. Borsdorf zählt zu Klaus’ besten Mitarbeitern, brüskiert aber die Kollegen immer wieder mit seiner direkten Art. Während er einen Mordfall aufklärt, gerät er selbst unter Verdacht, ein Mädchen niedergeschlagen zu haben.
Dr. Elena Bach ist Anästhesistin und Klaus’ langjährige Freundin. Sie verkraftet nur schwer, dass sich Klaus für Christa entschieden hat. Bei einem Autounfall kommt sie ums Leben. Ihre Nachfolgerin wird die geschiedene Anästhesistin Dr. Katarina Gessner, die ihre Unabhängigkeit liebt, woran auch die Ehe mit Udo letztendlich zerbricht. Noch vor einer möglichen Scheidung stirbt sie an einer Blutvergiftung. Dr. Gerd Wolter arbeitet von Beginn an als Anästhesist in der Klinik und ist mit der Modeunternehmerin Ursula Ronn verheiratet. Er kündigt seine Stellung in Folge 27, nachdem er sich unerlaubt vom Dienst entfernt hat, um einem letztlich unbegründeten Verdacht auf Untreue seiner Frau nachzugehen. Dr. Laudann steigt ab Folge 35 als Nachfolger von Dr. Wolter ein und bleibt der Serie bis zum Ende erhalten.
Dr. Rens ist Assistenzarzt und verlässt die Klinik gegen Ende der ersten Staffel. Zu Beginn der Serie hat er einen unglücklichen Einstand, als er während der Versorgung des verletzten Daumens von Prof. Brinkmann seinen neuen Chef zurechtweist, ohne dessen Identität zu kennen. In Folge 6 wird er aufgrund einer Blinddarmentzündung selbst zum Patienten. Der junge Assistenzarzt Dr. Engel wird als Ersatz für Udo eingestellt, als dieser nach Afrika geht. Nach seinem anfangs etwas ungeschickten Auftreten – er versucht mehrmals vergeblich, Schwester Elke näher zu kommen – wird er schließlich mit Schwester Ina glücklich. Engel ist ein fähiger Arzt, wirkt jedoch etwas schüchtern und wird hin und wieder vom Pech verfolgt.
Die junge geschiedene Chirurgin Dr. Karin Plessers übernimmt in Folge 47 die Position von Dr. Christa Brinkmann. Sie bewundert und verehrt Klaus Brinkmann, bevor sie gegen Ende der Serie wieder mit ihrem früheren Mann zusammenkommt.

### Weitere Mitarbeiter der Schwarzwaldklinik
Schwester Elke hatte schon als Lernschwester eine kurze Affäre mit Udo. Dann lernt sie den Stuntman Harry Poser kennen, der in der Schwarzwaldklinik seine Verletzungen auskuriert. Nach dessen tragischem Tod kommt sie Udo wieder näher und heiratet ihn in der letzten Folge.
Oberschwester Hildegard Zeisig (im Special Die nächste Generation Hildegard Vogt) ist neugierig und tratscht gerne, die ihr untergeordneten Schwestern haben es nicht leicht mit ihr. Als sie selbst Patientin in der Klinik wird und sich von einem Knöchelbruch kuriert, sieht sie das Krankenhaus aus einem anderen Blickpunkt. Während ihrer Abwesenheit übernimmt Schwester Ina kurzzeitig das Amt der Oberschwester. Sie ist mit Dr. Engel liiert und mit Mischa befreundet, gerät aber häufiger mit der Oberschwester aneinander. 
Der Krankenpfleger Mischa Burgmann leistete schon seinen Zivildienst in der Schwarzwaldklinik. Trotz seines kessen Mundwerks ist er überall beliebt.
Der Verwaltungsdirektor Alfred Mühlmann wünscht sich volle Betten und klingelnde Kassen. Mit seinen Bedenken stößt er bei Klaus nicht immer auf Zustimmung. Im fortgeschrittenen Alter trifft er in der Schwarzwaldklinik seine lange verloren geglaubte Ehefrau und seine Tochter wieder.
Fräulein Karin Meis, genannt „Meislein“, ist Klaus’ Sekretärin und muss oft die Launen ihres Chefs ertragen.

### Weitere Personen
Käti ist Klaus’ langjährige Haushälterin, die ihn schon seit den Kindertagen umsorgt. Sie ist die gute Seele des Hauses, bis sie während eines Mittagsschlafes plötzlich stirbt. Als Nachfolgerin wurde bereits vorher Carsta Michaelis eingeführt, die großen Wert auf eine gottgefällige Lebensweise legt, bis ihre uneheliche Tochter Isolde erscheint. Klaus’ Cousin Florian Brinkmann, der schon lange in Kanada lebt, steht eines Tages vor der Tür und überrascht alle mit seiner unkonventionellen Lebensweise. Er macht Michaelis den Hof, lässt sie aber später wegen einer alten Liebe sitzen. Nach dieser Enttäuschung misstraut Frau Michaelis den Männern, vor allem Wolfgang Pohl, dem verwitweten Nachbarn der Brinkmanns und pensionierten Bankdirektor, den sie insgeheim liebt. Erst nachdem dieser einen schweren Unfall erlitten hat, öffnet sie ihr Herz und kommt mit ihm zusammen.
Angela Gessner, genannt „Angie“, ist die Tochter von Frederic und Katarina Gessner. Mit ihrem Stiefvater Udo Brinkmann versteht sie sich sehr gut. Nach dem Tod ihrer Mutter findet sie ein neues Zuhause bei Maria Rotenburgs Schwester Theres, die Angies leiblichen Vater kennen- und lieben lernt. Angie bleibt für den Rest der Serie Stammgast bei den Brinkmanns. Claudia Schubert arbeitet zunächst als Kindermädchen bei Udo und Katarina und betreut Angie. Ihre Nachfolgerin wird Carola, die als Kindermädchen der Brinkmanns auf den kleinen Benjamin aufpasst. Der Arzneimittelforscher Prof. Alexander Vollmers versucht vergeblich, Christas Herz zu erobern. Er freundet sich mit Udo an und verliebt sich in Carola, die er später heiratet.

## Entstehungsgeschichte

### Idee und Stab
Das Konzept orientierte sich an der erfolgreichen tschechischen Serie Das Krankenhaus am Rande der Stadt, die Ende der 1970er-Jahre entstand und als „Mutter der Krankenhaus-Serien“ gilt. In Interviews nannte Klausjürgen Wussow auch die US-amerikanische Fernsehserie General Hospital als ein Vorbild für Die Schwarzwaldklinik.
Als Autor und geistiger Vater der Serie fungierte Herbert Lichtenfeld; Produzent war der Traumschiff-Erfinder Wolfgang Rademann. Rademann hatte bereits in den Jahren zuvor mehrfach versucht, Sender für die Produktion einer Arztserie zu begeistern, war damit aber immer wieder gescheitert. Die Schwarzwaldklinik wurde von der Polyphon Film- und Fernseh GmbH im Auftrag des ZDF und des Österreichischen Rundfunks (ORF) produziert. Im Sommer 1984 bezog ein Team der Polyphon in Glottertal im Schwarzwald zu den Dreharbeiten der ersten Staffel Quartier.
Produzent Wolfgang Rademann war über seine eigentliche Arbeit hinaus für die Verpflichtung von Schauspielern und Mitarbeitern der Serie zuständig.
Verantwortliche Regisseure für die drei Staffeln der Schwarzwaldklinik waren Alfred Vohrer und Hans-Jürgen Tögel. Alfred Vohrer war in den 1960er- und 1970er-Jahren Regisseur zahlreicher Edgar-Wallace- und Winnetou-Verfilmungen. Ab Mitte der 1970er-Jahre war er für das ZDF als Regisseur tätig, unter anderem für die Krimiserien Derrick und Der Alte. Regisseur der Schwarzwaldklinik war Alfred Vohrer zu Beginn der Serie, verantwortlich war er für den Pilotfilm Die Heimkehr sowie für die ersten elf Folgen bis einschließlich der Episode Die falsche Diagnose. Regie bei allen anderen Folgen der Serie führte Hans-Jürgen Tögel, der zuvor bereits als Regisseur für das ZDF-Traumschiff verantwortlich gewesen war. Dem Genre der Arztserien blieb Tögel auch nach dem Ende der Schwarzwaldklinik treu; so war er unter anderem Regisseur etlicher Folgen der RTL-Serie Dr. Stefan Frank – Der Arzt, dem die Frauen vertrauen.
Drehbuchautor Herbert Lichtenfeld hatte zuvor bereits als Autor für die ARD-Krimireihe Tatort gearbeitet und war zunächst nur für das Drehbuch der ersten Folgen vorgesehen. Schließlich übertrug ihm Rademann jedoch auch die weiteren Folgen der Schwarzwaldklinik, sodass Lichtenfeld alleiniger Drehbuchautor aller Folgen der Serie ist. Bereits während der Arbeiten zur Schwarzwaldklinik entwickelte er die ZDF-Serie Der Landarzt.

### Schauplätze und Drehorte

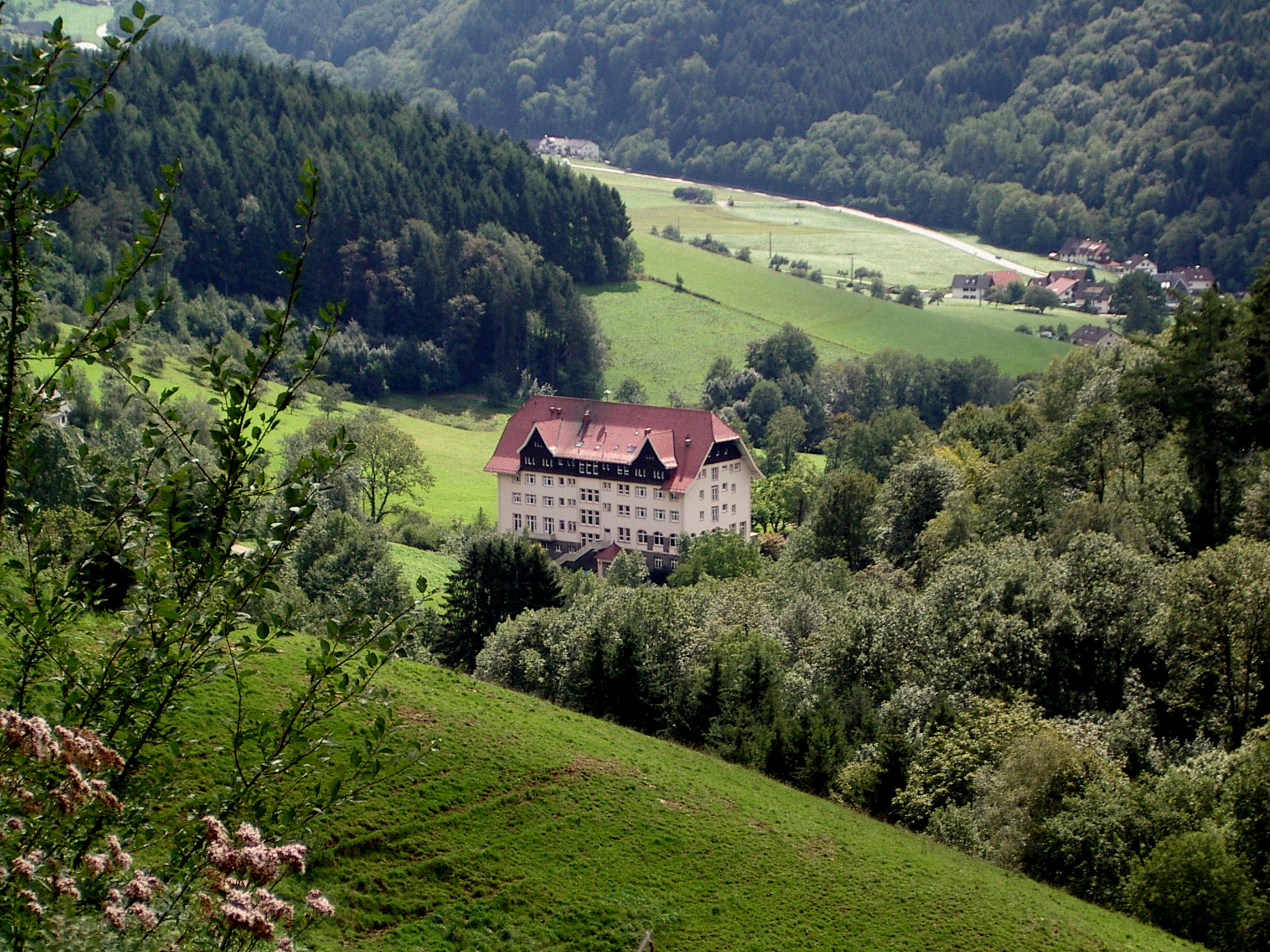
Die „Klinik Glotterbad“ im Glottertal im Schwarzwald

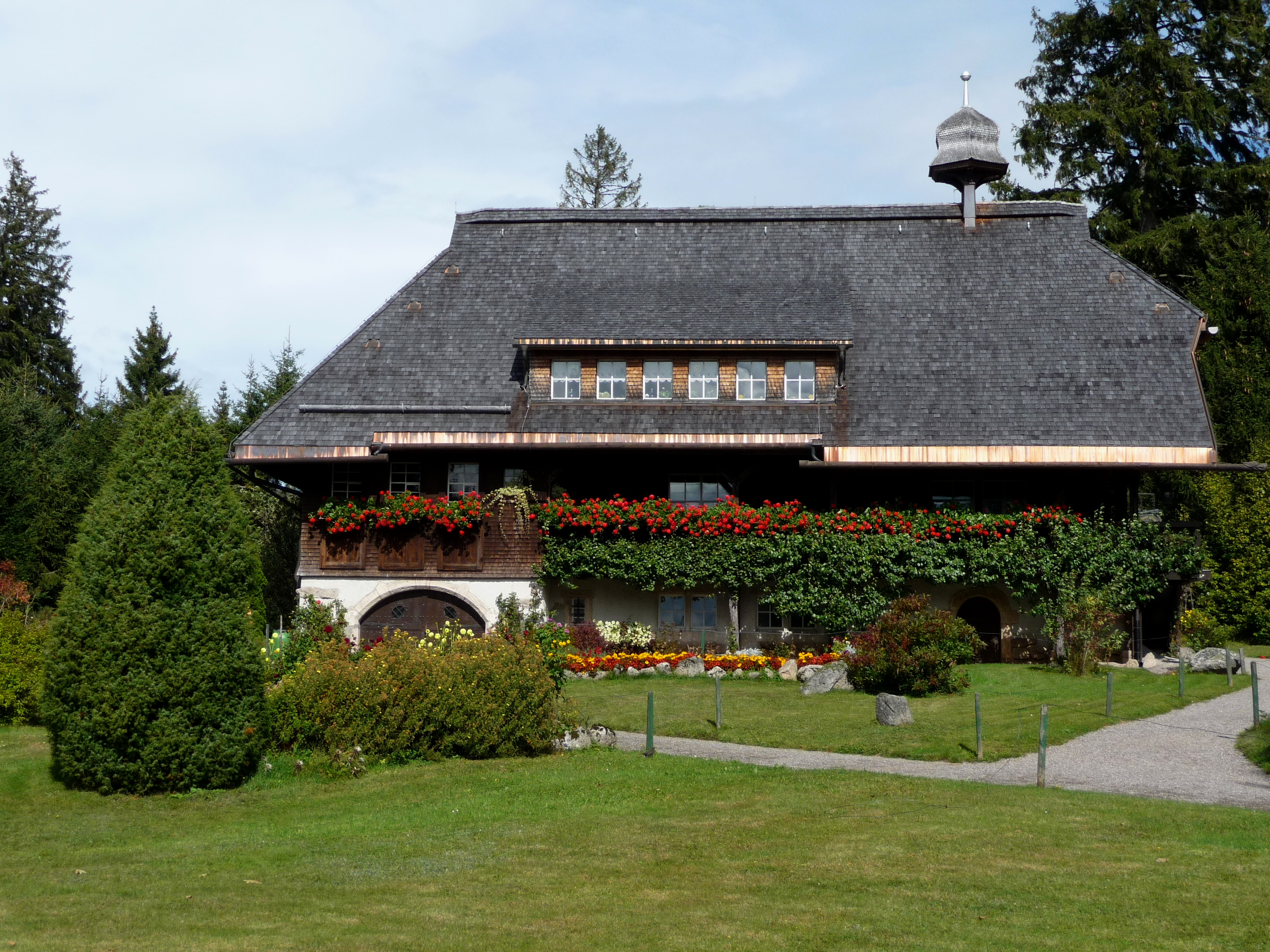
Heimatmuseum Hüsli, Außendrehort der privaten Wohnung von Professor Brinkmann

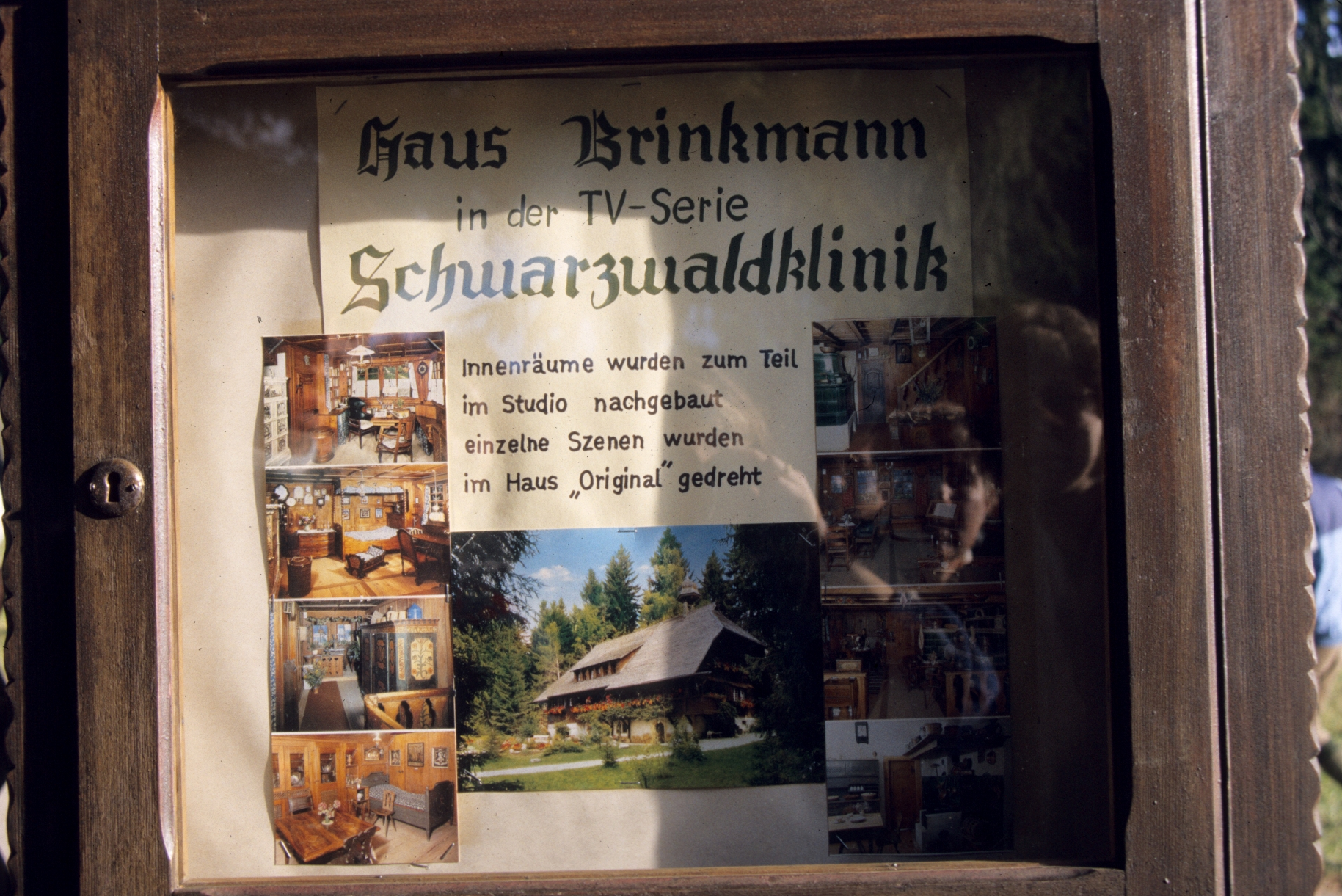
Schautafel vor dem Heimatmuseum Hüsli

Als Außenkulisse für das Gebäude der fiktiven Schwarzwaldklinik diente der in den Jahren 1913 und 1914 erbaute Carlsbau in Glottertal bei Freiburg (Karte). Die als Sanatorium genutzte Klinik Glotterbad wurde 1960 von der Landesversicherungsanstalt Württemberg übernommen, ab 1987 diente sie als Fachklinik für Psychosomatik, Psychotherapeutische und Innere Medizin und zuletzt zur Kinder- und Familienrehabilitation. 2013 wurde sie an die Kur + Reha GmbH des Paritätischen Wohlfahrtsverbandes verkauft, der dort 2014 eine psychosomatische Akut- und Rehaklinik eröffnet hat.
Im Schwarzwald wurden nur die Außenaufnahmen der Serie gedreht, alle Innenaufnahmen fanden bei Studio Hamburg statt. Diese Umstände führten immer wieder dazu, dass Fans der Serie hinter der Fassade der Klinik tatsächlich die aus der Serie bekannten Innenkulissen vermuteten und teilweise glaubten, dort den Schauspielern begegnen zu können. Jörg Michael Herrmann, Leiter der Klinik Glotterbad, erwähnte in einem Interview, dass sich sogar promovierte Chirurgen und Anästhesisten für eine Stelle in der Klinik beworben hätten, obwohl diese nicht einmal über einen Operationssaal verfüge.
Als Außenkulisse für das Wohnhaus der Familie Brinkmann wurde das Heimatmuseum Hüsli in Grafenhausen verwendet. Der fiktive Ort, in dem sich die Schwarzwaldklinik befindet, wurde durch das im Kinzigtal liegende Schiltach dargestellt, Drehorte waren der Marktplatz und die Gerbergasse der Altstadt. Der in der Episode Die Entführung stattfindende Banküberfall wurde in der Gemeinde Schluchsee gedreht. Auch weitere bekannte Orte des Schwarzwaldes wie die Triberger Wasserfälle oder der Titisee kamen als Schauplätze in der Serie vor, ebenso wie die Altstadt von Freiburg; insgesamt wurde an 31 Orten im Schwarzwald gedreht.
Die durch die Serie suggerierte Nähe der Handlungsorte besteht in Wirklichkeit jedoch nicht: So liegt der Titisee etwa 30 Kilometer östlich von Glottertal und von Grafenhausen rund 60 km entfernt. Die in Bad Segeberg befindliche Kalkberghöhle diente in Folge 11 (Die Mutprobe) als fiktive „alte Tropfsteinhöhle am Kranichberg“.
Im Vorspann und Abspann der Serie wurden Bilder des etwa 330 km entfernten Berges „Kofel“ aus den Ammergauer Alpen bei Oberammergau mit eingebaut. Die Empörung darüber führte dazu, dass das ZDF als Kompensation ein Sonntagskonzert in Oberammergau aufzeichnete und ausstrahlte.
Ein weiterer Drehort war in einer Folge das Universitätsklinikum Freiburg mit dem dortigen Hörsaal der Inneren Medizin und dem Unterrichtslabor Klinische Chemie der Medizinischen Klinik. Medizinstudenten des Jahres 1985 dienten als Komparsen. In einigen Folgen werden auch Außenaufnahmen des Campus der Universität Konstanz gezeigt.

### Titelmusik
Ursprünglich war vom ZDF der durch die Vertonung zahlreicher Karl-May-Verfilmungen bekannte Martin Böttcher als Komponist für die Titelmelodie der Schwarzwaldklinik vorgesehen. Böttcher hatte bereits eine Titelmelodie geschrieben, konnte sich jedoch mit den Produzenten der Schwarzwaldklinik auf finanzieller Ebene nicht einigen. Deshalb wurde Hans Hammerschmid als Komponist engagiert, der dann die bekannte Schwarzwaldklinik-Titelmusik Hallo Dr. B. komponierte.
Die von Böttcher ursprünglich für die Schwarzwaldklinik komponierte Titelmusik wurde später durch die ebenfalls vom ZDF produzierte Serie Forsthaus Falkenau bekannt.

### Produktplatzierung

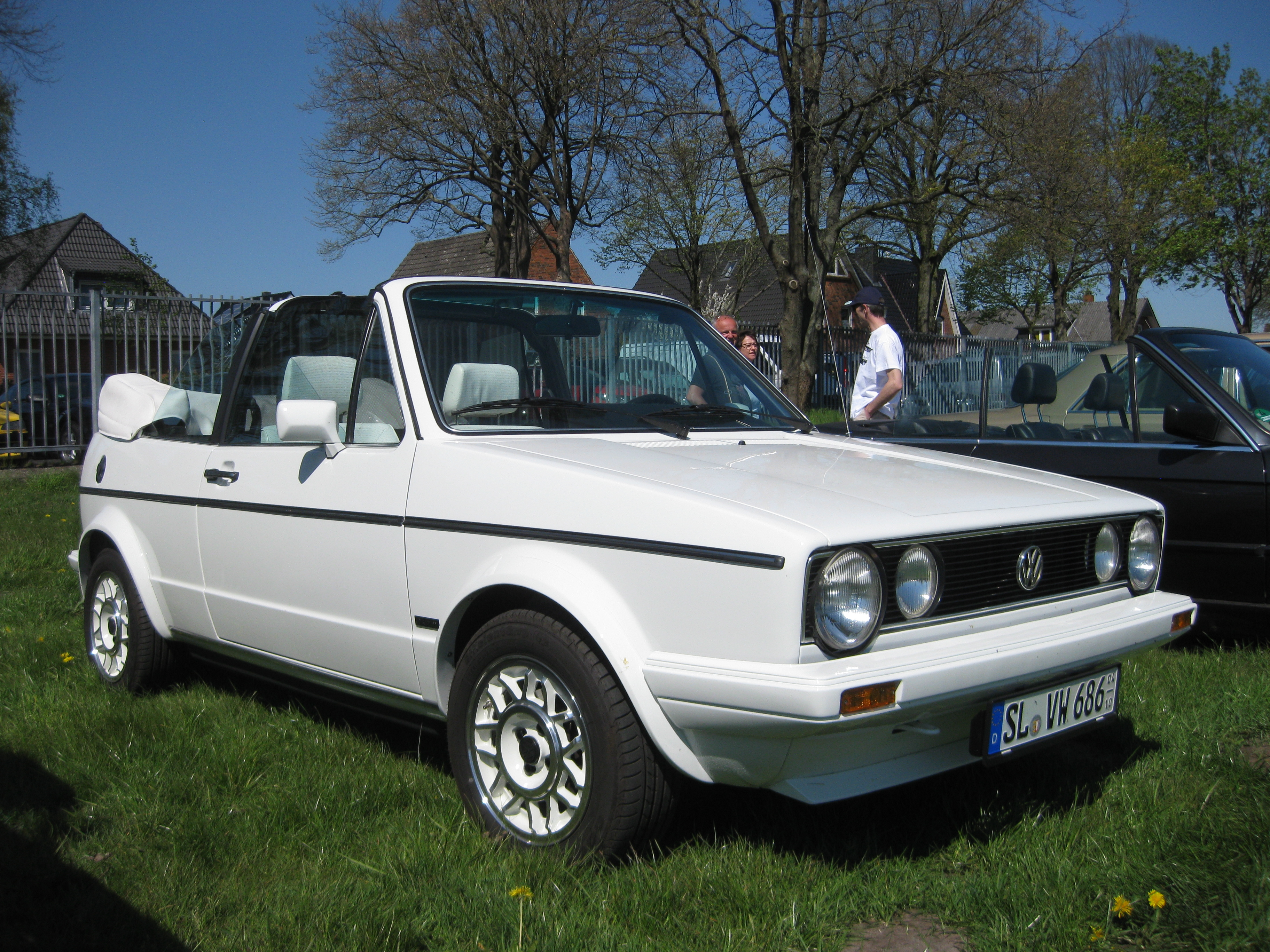
Udo Brinkmanns weißes Cabriolet

Auffällig ist die für eine deutsche Fernsehproduktion jener Zeit frühe Form von Produktplatzierung in der Wahl der Fahrzeuge, die für die Handlung oft unnötig lange gezeigt wurden. Fast alle Figuren fuhren Fahrzeuge aus dem Volkswagen-Konzern. Professor Brinkmann fuhr verschiedene Audi 200, in späteren Folgen das Sondermodell Audi 200 exclusiv, sein Sohn Udo einen Golf Cabrio.

## Besetzung

### Hauptdarsteller
Wie beim tschechischen Vorbild drehte sich auch die Handlung der Schwarzwaldklinik sowohl um medizinische Vorfälle als auch um private Probleme der Hauptpersonen. Die Serienfiguren wurden teilweise mit bereits bekannten Schauspielern besetzt, viele Schauspieler erreichten aber erst durch die Schwarzwaldklinik ihre eigentliche Bekannt- und Beliebtheit.
Die Rolle des Chefarztes Professor Klaus Brinkmann wurde zunächst dem Schauspieler Armin Mueller-Stahl angeboten, der jedoch mit der Begründung ablehnte, nicht an einer lange laufenden Serie als Schauspieler beteiligt sein zu wollen. Schließlich wurde der bereits durch die ZDF-Serie Der Kurier der Kaiserin bekannte Schauspieler Klausjürgen Wussow für die Rolle verpflichtet. Dessen Filmsohn Udo Brinkmann spielte der unter anderem durch das Traumschiff bekannt gewordene Sascha Hehn. Weitere Hauptakteure neben Wussow und Hehn waren die zu Drehbeginn der Serie im Fernsehen kaum bekannten Schauspielerinnen Gaby Dohm als Christa Mehnert, Eva Maria Bauer als Oberschwester Hildegard Zeisig und Christian Kohlund als Doktor und später Professor Alexander Vollmers.
Für die Darsteller war der große Erfolg der Serie nicht ausschließlich erfreulich, denn sie waren über Jahre auf ihre Rollen festgelegt und wurden häufig nur noch entsprechend besetzt. So spielte Klausjürgen Wussow insgesamt acht Jahre lang den Arzt Dr. Frank Hofmann in der ARD-Reihe Klinik unter Palmen, Sascha Hehn die Titelrolle in der ZDF-Serie Frauenarzt Dr. Markus Merthin und Eva Maria Bauer verschiedene Rollen in den Serien Der Landarzt, Hallo, Onkel Doc! und St. Angela. Viele Schauspieler werden auch heute noch von den Zuschauern mit den von ihnen in der Schwarzwaldklinik dargestellten Figuren assoziiert.

### Kleinrollen
Neben den längerfristig an der Schwarzwaldklinik beteiligten Akteuren gab es auch zahlreiche kleinere Rollen, die meist nur wenige Folgen in der Serie zu sehen waren. Trotzdem erlangten auch diese Schauspieler teilweise Bekanntheit, wie etwa Frank Schröder, der den Postboten Berti spielte.
Weitere Schauspieler, die eine Kleinrolle in der Schwarzwaldklinik hatten, waren unter anderem Karl-Heinz Vosgerau als Klaus Brinkmanns Krankheitsvertretung Professor Breeken, Heidelinde Weis als Anästhesistin Dr. Elena Bach, Wolfgang Kieling als Landarzt Dr. Ignaz Marker oder Monika Woytowicz als Christa Brinkmanns verstörte Freundin Anna Marschner, die sich von Dr. Schübel trösten lässt.

### Gastdarsteller
Als abgeschlossene Handlung innerhalb einer Serienfolge wird meist die Geschichte eines oder mehrerer Patienten der Schwarzwaldklinik erzählt. Dies bot den Produzenten eine gute Möglichkeit, Gaststars für diese Rollen zu verpflichten. In der Serie traten zahlreiche bekannte Schauspieler als Gaststars auf, unter anderem Gert Fröbe in seiner letzten Film- und Fernsehrolle als hundertjähriger Patient Theodor Katz.

## Veröffentlichung

### Fernsehausstrahlung

#### Deutschland
Die Schwarzwaldklinik wurde mit dem Pilotfilm Die Heimkehr am Dienstag, den 22. Oktober 1985, im ZDF erstmals ausgestrahlt. Die ersten 23 Folgen der Serie wurden bis zum 23. Februar 1986 gesendet, der Sendeplatz wechselte zwischen dem Samstag- bzw. Sonntagabend um 19.30 Uhr. Am 15. Oktober 1987 begann die Erstausstrahlung der zweiten Staffel mit einer Doppelfolge, vom 17. Oktober 1987 bis zum 26. März 1988 wurden jeweils am Samstagabend um 19.30 Uhr 23 neue Folgen ausgestrahlt. Die 24 Folgen umfassende dritte und letzte Staffel wurde vom 8. Oktober 1988 an gesendet. Die Folge Hochzeit mit Hindernissen war am 25. März 1989 die letzte Folge der Schwarzwaldklinik. Insgesamt wurden bis 1989 70 Folgen (inklusive Doppelfolgen) produziert und gesendet.
Bis zu 28 Millionen Zuschauer (60 % Marktanteil) sahen wöchentlich zu und machten die Schwarzwaldklinik somit zu einem der größten deutschen Fernseherfolge. Mit der Episode Die Schuldfrage wurde am 17. November 1985 die Rekordzahl von 27,97 Millionen Zuschauern erreicht. Dies ist bis heute die höchste Zuschauerzahl, die in Deutschland jemals für eine Sendung mit fiktivem Inhalt erzielt wurde. Nur Sportübertragungen erreichten und erreichen eine höhere Beteiligung. Dank des großen Zuschauererfolgs brachte es die Schwarzwaldklinik auf mehrere Wiederholungen im Programm des ZDF, seit 2016 regelmäßig zum Jahreswechsel bei ZDFneo.
1991 wurde eine Sonderausgabe für das Weihnachtsprogramm Das größte Fest des Jahres – Weihnachten bei unseren Fernsehfamilien des ZDF gedreht, bei der die meisten Stammschauspieler beteiligt waren. Das Ehepaar Brinkmann möchte zu zweit den Weihnachtsmorgen genießen, wird aber wiederholt von Besuchern gestört, sodass schließlich alle zusammen vor dem Fernseher sitzen und ihre eigene Serie anschauen. Eine wesentliche Entwicklung war die Bekanntgabe der Verlobung von Dr. Römer und Schwester Ina. Im späteren Fernsehfilm Die nächste Generation wird an diese Handlung allerdings nicht mehr angeknüpft. Als ab Oktober 1994 die Serie im Vorabendprogramm des ZDF wiederholt wurde, entstand als Zusammenschnitt der besten Szenen aller Folgen die Sonderausgabe Die Schwarzwaldklinik – Eine Serienlegende kehrt zurück.
Zum 20-jährigen Jubiläum der Schwarzwaldklinik wurde am 20. Februar 2005 der Fernsehfilm Die Schwarzwaldklinik – Die nächste Generation im ZDF ausgestrahlt. Mit vielen ehemaligen Darstellern wurde an den Originalschauplätzen der Serie sowie der Bodensee-Insel Mainau gedreht. Die Handlung drehte sich um die Vorbereitungen zur Hochzeit des inzwischen erwachsenen und als Arzt in der Schwarzwaldklinik tätigen Sohnes von Prof. Brinkmann, Benjamin Brinkmann. Dieser wurde von Klausjürgen Wussows Sohn Alexander Wussow dargestellt, dessen Filmehefrau von Eva Habermann. Die Autoren der Serie rechneten beim Alter der Figur Benjamin Brinkmann jedoch nicht in Echtzeit, da dieser erst in der am 23. Februar 1986 ausgestrahlten Folge geboren wurde. Aufgrund des regen Zuschauerinteresses entschied sich der Produzent Wolfgang Rademann für den Dreh einer weiteren Episode der „nächsten Generation“. Ausstrahlungstermin des zweiten Revival-Specials Die Schwarzwaldklinik – Neue Zeiten war der 4. Dezember 2005.
Bei der Erstausstrahlung des ersten Specials schauten in der Spitze rund 15 Millionen Menschen zu. Die Quoten des zweiten Fernsehfilms Neue Zeiten konnten mit denen des ersten jedoch nicht mithalten, sie betrugen etwas über sieben Millionen Zuschauer.

#### Andere Länder
Nicht nur in Deutschland war die Schwarzwaldklinik Ende der 1980er-Jahre äußerst erfolgreich. Die Serie wurde in insgesamt 38 Länder verkauft und lief unter anderem in Frankreich, Großbritannien, den Niederlanden, Spanien, Jugoslawien, Italien, Griechenland, Skandinavien, Polen, Ungarn und Südafrika.

### DVD
Zur Erstveröffentlichung der Serie auf DVD zwischen 2006 und 2008 wurden die drei Staffeln zur besseren Vermarktung jeweils halbiert und in sechs Teile aufgeteilt, die nun 1. Staffel, 2. Staffel etc. genannt wurden:
- 1. Staffel (Folgen 1–12), erschienen am 27. März 2006
- 2. Staffel (Folgen 13–23), erschienen am 12. Februar 2007
- 3. Staffel (Folgen 24–34), erschienen am 8. Oktober 2007
- 4. Staffel (Folgen 35–46), erschienen am 14. Januar 2008
- 5. Staffel (Folgen 47–58), erschienen am 5. Mai 2008
- 6. Staffel (Folgen 59–70), erschienen am 15. September 2008

Im September 2015 veröffentlichte Studio Hamburg eine aus 20 DVDs bestehende Jubiläumsedition mit allen Folgen und beiden Specials.

## Rezeption

### Kritik
Nach Ausstrahlung der ersten Folge wurde die Serie in der seriösen Presse nahezu einhellig von Kritikern als „Kitschromanze“ verspottet, vor allem der unrealistische Charakter der Darstellung und die konzeptionelle Nähe zum Arztroman wurden kritisiert. Der Spiegel titelte im Herbst 1985: Operation Kitsch – Fernsehhit Schwarzwaldklinik. Die Regenbogenpresse indes erkannte schnell, wie beliebt die Serie bei den Zuschauern war, und brachte zahlreiche Berichte über die Mitwirkenden. ZDF-Programmdirektor Alois Schardt wehrte sich in der Hörzu im November 1985 gegen die Kritik an der Serie. Schnell war eine Tendenz auszumachen, der Verwechslung von Fiktion und Realität Vorschub zu leisten; hierzu Mitte Dezember 1985 Der Spiegel: „Nicht nur Bild und Hörzu haben sich, ständig aus dem Schwarzwald berichterstattend, an den Boom gehängt. Das Goldene Blatt wusste zu melden, als Sanatorium sei die Schwarzwaldklinik ‚schon vor 30 Jahren … weltberühmt‘ gewesen und König Ibn Saud habe dort selbst ‚die Rettung seiner Tochter‘ gefeiert, die sich bei einem Feuerwerk ‚schwerste Verbrennungen zugezogen‘ hatte. Ins Gästebuch schrieb der Herrscher Arabisches: ‚Im Namen Allahs, des Barmherzigen‘.“
Die Serie wirkte sich auch auf den Tourismus im Schwarzwald aus, speziell an der Originalkulisse im Glottertal. In der Sommersaison 1987 und 1988 wurden 200.000 oder mehr zusätzliche Gäste gezählt, die die Region speziell wegen der Schwarzwaldklinik aufsuchten. Die anhaltende Rückwirkung jenseits des Bildschirms führte dort auch zu Kritik. So kritisierte zum Beispiel der Pfarrer der Gemeinde Glottertal 1986 den speziell an kirchlichen Feiertagen stattfindenden „Kliniktourismus“ als „Größenwahn, den der Herrgott nicht mehr will und braucht“.
Michael Prosser beschreibt die Schwarzwaldklinik als ein dem von Michael R. Buß 1983 beschriebenen „Vielseher-Syndrom“ folgendes Sendeformat, das aus Elementen der Seifenoper, des trivialen Arztromans und des Heimatfilms zusammengesetzt sei und das dem Zweck des Senders folge, Vielseher bei seinem Programm zu halten. Dem Seifenoper-Schema folgten der gleichbleibende Handlungsort ohne historisch-geografische Qualität, die gleichbleibenden Protagonisten und deren fehlende persönliche Entwicklung. Dem Arztroman-Schema folgten verschiedene Strukturschemata der Serie (Liebesbeziehungen, Reifeprozess des jungen Doktors, Übervater-Rolle der Hauptfigur) sowie die durch identifikatorische Requisiten wie die zeitgemäße Ausstattung mit Kleidung und Automobilen unterstrichene Affinität zur Alltagswelt. Dem Heimatfilm entlehnt seien die an verschiedenen Drehorten aufgenommenen Bilderbuchansichten, die „im Studio zu einem Schwarzwald komprimierter Intensität geklont“ würden. Die Landschaftsaufnahmen sollten dabei keine geografischen Kenntnisse, sondern lediglich Stimmungen vermitteln. Außerdem, so Prosser, gäben die visuellen Reize „den ärmlichen Dialogen des Drehbuchs erst ihre volle Semantik“.
1987 führten Michael Schenk und Patrick Rössler eine Publikumsbefragung zur Rezeption von Seifenopern am Beispiel der Schwarzwaldklinik und der Serie Dallas durch. Das Publikum schrieb dabei der Schwarzwaldklinik die Attribute „moralisch“, „romantisch“ und „harmonisch“ zu. Als wichtigstes Rezeptionsmotiv wurde der unterhaltende Charakter angegeben, wobei der Unterhaltungswert der Schwarzwaldklinik höher eingestuft wurde als der von Dallas. Michael Prosser subsumiert die Publikumsrezeption als Ausdruck von Eskapismus, bei der neben dem Genuss der dargebotenen Idylle auch das Mitfühlen mit dem Schicksal der Protagonisten stehe, wobei Konflikte lediglich aufgebaut würden, um harmonische Lösungen darbieten zu können, nicht aber um Problematiken zu verdeutlichen oder um Nachdenken und Reflexion zu fördern.

### Kontroversen
Die am 1. Februar 1986 gesendete Folge Gewalt im Spiel löste unter den Zuschauern unmittelbar nach der Ausstrahlung teilweise heftige Proteste aus. In dieser Folge wurde die Vergewaltigung einer jungen Frau gezeigt, die später mit ihrem Bruder an dem Täter Selbstjustiz übt und diesen mit Stichen in den Unterleib verletzt. Als erste Konsequenz wurde vom ZDF die für den darauffolgenden Tag im Vormittagsprogramm geplante Wiederholung der Folge gestrichen.
Die Ausstrahlung der eigentlich für den 15. Februar vorgesehenen Folge Steinschlag wurde daraufhin komplett gestrichen, da das ZDF aufgrund der in dieser Folge thematisierten häuslichen Gewalt und Kindesmisshandlung weitere negative Reaktionen befürchtete. Von der damaligen ZDF-Ansagerin Birgit Schrowange wurde lediglich eine kurze Zusammenfassung der in dieser Folge vorkommenden Handlungen präsentiert, die für den Gesamtverlauf der Serie von Bedeutung waren. Ausgestrahlt wurde dann an diesem Tag die nächstfolgende Episode Ein Kind, ein Kind, ein Kind. Die Folge Steinschlag war erstmals am 30. September 1987 zu sehen, als die erste Staffel der Serie wiederholt wurde.
Die Bundesprüfstelle für jugendgefährdende Schriften setzte die Folge Gewalt im Spiel auf die Liste der jugendgefährdenden Schriften. Nach einer Klage des ZDF erließ das Bundesverwaltungsgericht ein Grundsatzurteil zur Indizierung von Fernsehsendungen und -filmen (Schwarzwaldklinik/BVerwGE 85, 169), in dem es sich gegen die Indizierung aussprach. Begründet wurde das Urteil damit, dass eine Fernsehsendung als solche nicht in die Liste jugendgefährdender Schriften aufgenommen werden könne.
Bei den in den 1990er-Jahren im Programm des ZDF mehrfach ausgestrahlten Wiederholungen der Serie wurden die Folgen Gewalt im Spiel und Steinschlag nicht gesendet. Erst bei der fünften Komplettwiederholung der Serie im Jahre 2002 waren die beiden Episoden gut 15 Jahre nach ihrer Erstausstrahlung wieder im deutschen Fernsehen zu sehen. Gezeigt wurde jedoch nicht die Originalfassung, sondern eine gekürzte Fassung, in der die Gewaltszenen entsprechend geschnitten waren.

## Nachwirkungen
- Die Schwarzwaldklinik war der Grund dafür, dass das Genre der Arztserie in Deutschland beliebt wurde und so vor allem in den 1990er-Jahren auf nahezu allen Sendern eine Vielzahl von Arzt- und Krankenhausserien entstand (unter anderem Frauenarzt Dr. Markus Merthin, Dr. Stefan Frank – Der Arzt, dem die Frauen vertrauen, St. Angela, OP ruft Dr. Bruckner – Die besten Ärzte Deutschlands, In aller Freundschaft).
- Die Serie wurde parallel zu ihrer Erstausstrahlung im Südwestfunk als Das kranke Haus am Titisee persifliert. Hauptcharaktere hießen unter anderem Prof. Trinkmann und Prachtschwester Christa.
- Das Gebäude der Schwarzwaldklinik war als Modell von Vollmer (Vollmer H0 3790) im Angebot.
- 1985: Der Kabarettist Stephan Wald veröffentlichte unter dem Titel Schwarzwortklinik eine optisch und inhaltlich auf die Serie anspielende Satire-Schallplatte.
- 1986:  Die Düsseldorfer Punkband Die Toten Hosen veröffentlichte unter dem Namen Schwarzwaldklinik auf dem Album Damenwahl einen satirisch-kritischen Titel.
- 1986 veröffentlichte der Verlag Siso Trend ein Brettspiel zur Serie.
- 1986: Wolfgang Fienhold veröffentlicht im Eichborn Verlag die Satire "Der Schwarzwaldpuff" in der ein Dr. Flinkmann und Sohn Udo eine Spezialklinik für plastische Chirurgie betreiben.[27]
- 2002: Die Freiburger Surfband Leopold Kraus Wellenkapelle verwandelte auf ihrem Album Schwarzwaldfieber die Titelmelodie der Serie als Klinik unter Tannen in ein Surflied.
- 2004: Der in dem Kinofilm Der Wixxer von Oliver Welke dargestellte Gerichtsmediziner trägt den Namen Dr. Brinkman.
- 2015: Zum 30-jährigen Jubiläum entstand im September 2015 in Essen ein Dinner-Theater-Stück. Die Premiere fand am 9. September 2015 im Wasserschloss Wittringen in Gladbeck statt, seither ist das Stück auf Tournee durch Deutschland.[28]